# NGC 1559
NGC 1559 (również PGC 14814) – galaktyka spiralna z poprzeczką (SBc), znajdująca się w gwiazdozbiorze Sieci. Odkrył ją James Dunlop 6 listopada 1826 roku.
W galaktyce tej zaobserwowano supernowe SN 1984J, SN 1986L, SN 2005df i SN 2009ib.